# Kungur
Kungur (ros. Кунгур) – miasto w Rosji, w Kraju Permskim, siedziba administracyjna rejonu kungurskiego. Ma status okręgu miejskiego. Leży na południowym wschodzie Kraju Permskiego, na środkowym Przeduralu, 90 km na południowy wschód od Permu. Oficjalnie założone w 1663 roku, od 1970 roku weszło na listę historycznych miejscowości Rosji. Zyskało popularność dzięki unikalnej jaskini lodowej. Liczba ludności w 2021 roku wynosiła 64 259, a powierzchnia 68,7 km².

## Pochodzenie nazwy
Nazwę dała miastu rzeczka Kungurka wpadająca do Irienia w miejscu, gdzie zbudowano pierwszy ostróg. Hydronim mógł powstać w związku bogato rozwiniętymi zjawiskami krasowymi w okolicy miasta. W tym przypadku od pochodzącego z języków tureckich słowem ungur lub unkur (jaskinia, wąwóz, szczelina w skałach).

## Historia
Pierwszy raz o założeniu Kunguru wspomniano w 1623 roku, ale Wasilij Szyszonko w swojej publikacji „Piermskaja letopis´” uważał, że do twierdzenia tego nie należy przywiązywać wagi, ponieważ nie jest oparte na dokumentach, a na jednym tylko zapisku prywatnej osoby. Miasto założone zostało w 1648 roku na ziemi kupionej przez Rosjan od Tatarów znad Irienia przez wojewodów czerdyńskich i solikamskich: dworianina Prokopija Jelizarowa, stolników – kniazia Piotra Prozorowskiego i Siemieona Kondyriewa. Do założenia miasta wybrano miejsce położone o dwie wiorsty od ujścia rzeczki Kungurki do Irienia, gdzie znajdowała się wieś Staroj Posad (obecnie Troick), a które znajduje się 17 wiorst na południe od obecnego Kunguru. Zbudowane miasto zasiedlono przesiedleńcami z Czerdynia i Solikamska, do których później przyłączyli się imigranci z Wiatki, Kajgorodu, Solwyczegodska i Ustiugu.
W 1662 roku wybuchło powstanie Baszkirów (powstanie baszkirskie 1662-64) niezadowolonych z oszustw ze strony Rosjan, którzy kupili ziemię i nadużyciami urzędników przy poborze jasaka. Kungur, który w tym czasie, według różnych źródeł, liczył od 58 do 96 domów, został zdobyty i zniszczony przez Tatarów i Baszkirów 2 sierpnia 1662 roku. Przy życiu zostali tylko ci, którym udało się ukryć w okolicznych lasach i jaskiniach na brzegach Irienia i Syłwy.
Ocaleni mieszkańcy w petycji wysłanej do cara Aleksego Michajłowicza prosili, by jeszcze w tym roku zezwolić im na budowę nowej twierdzy, gdyż z powodu Tatarów i Baszkirów boją się osiedlać, ponieważ w Kungurze nie ma ani ostrogu, ani broni. W odpowiedzi przyszło oficjalne pismo zarządzające by „znaleźć dogodne miejsce i na nim wybudować ostróżek”. W 1663 roku Kungur był założony powtórnie, ale już w nowym miejscu, gdzie znajdowała się wieś Mys lub też Mysowskoje. Z południowej i południowo-wschodniej strony wzgórza, na którym wybudowano miasto, płynął Irień, a z północnej, Syłwa. Wysoki i kręty podjazd stanowił prawdziwą ochronę w przypadku ataku. Od 1673 do 1675 roku w miejsce dotychczasowego ostrogu wzniesiono drewniany kreml z 8 basztami, z których dwie – Spasskaja i Tichwinskaja – zostały wyposażone w bramy i były przejezdne. Wysokość murów kremla w niektórych miejscach sięgała trzech sążni, czyli ok. 6,5 m.
W 1703 roku Siemion Riemiezow, znany syberyjski kartograf, wykonał plany Kunguru i otaczającego go ujezdu. W tym samym roku Kungur był oblężony przez chłopów posesyjnych, niezadowolonych z wizyty w mieście wojewody wierchoturskiego. Oblężenie trwało tydzień, od 17 do 23 lipca. W następnym 1704 roku w Kungurze zakończono budowę i poświęcono pierwszą w mieście murowaną świątynię, cerkiew Zwiastowania (Błagowieszczeńską). Świątynia była ludowa w dosłownym tego słowa znaczeniu – na jego wzniesienie od każdego mieszkańca miasta zebrano po 25 kopiejek, co nie przeszkodziło wysadzeniu jej w końcu lat 30. XX wieku pod budowę Pałacu Obrony, którego ostatecznie i tak nie wybudowano.

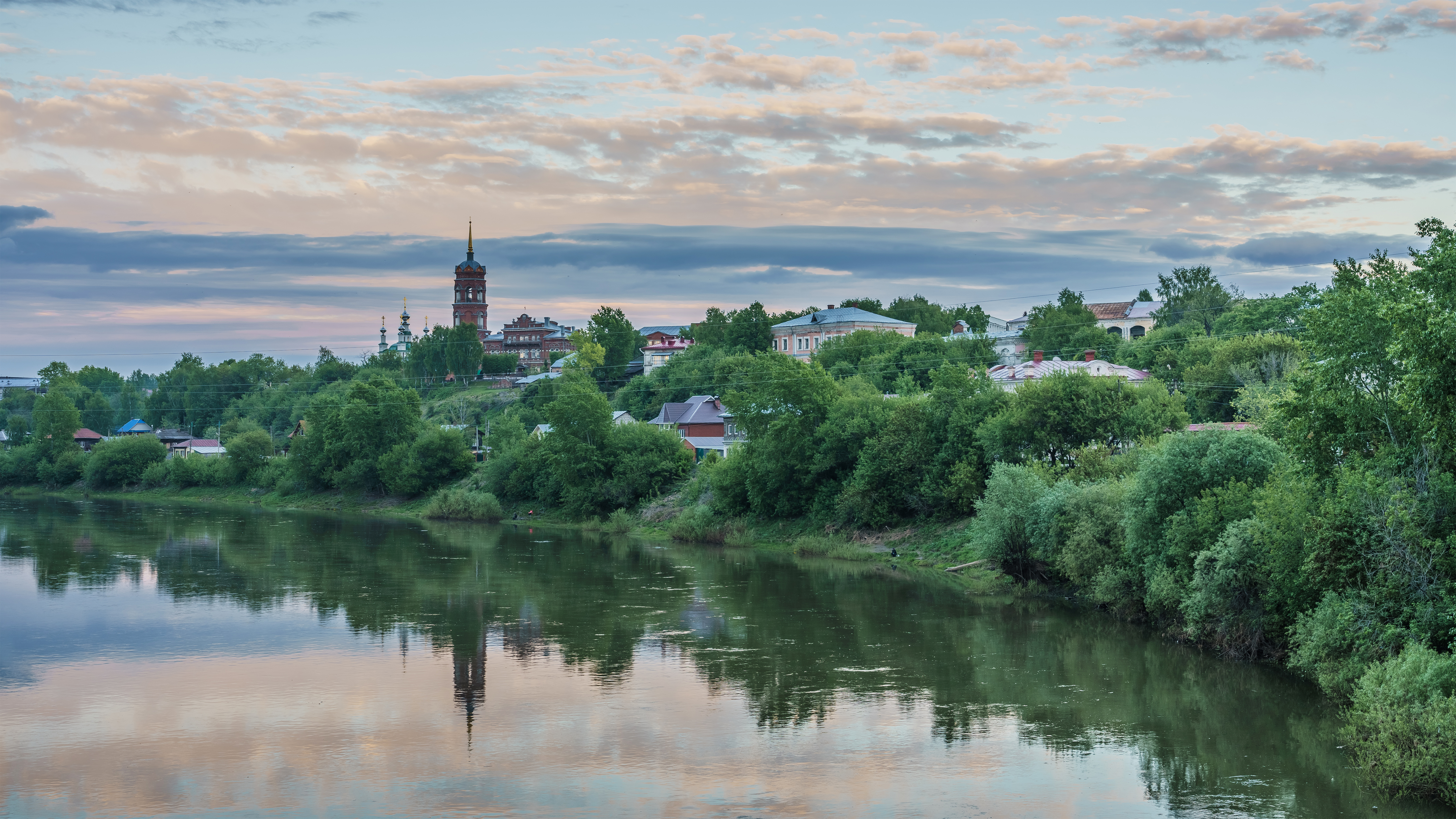
Wyższa część Kunguru, gdzie znajdował się ostróg. Widoczna cerkiew Tichwinskaja
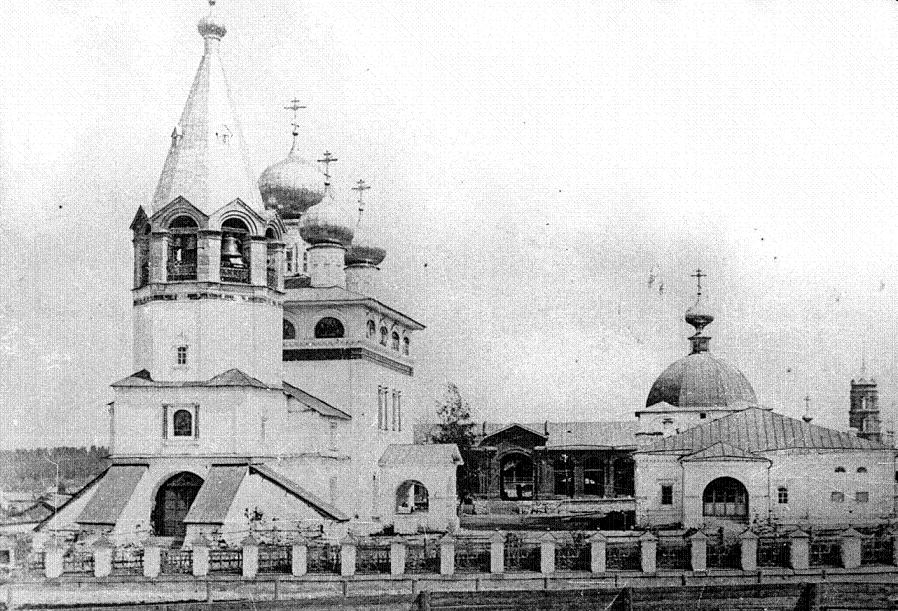
Sobór Błagowieszczeński
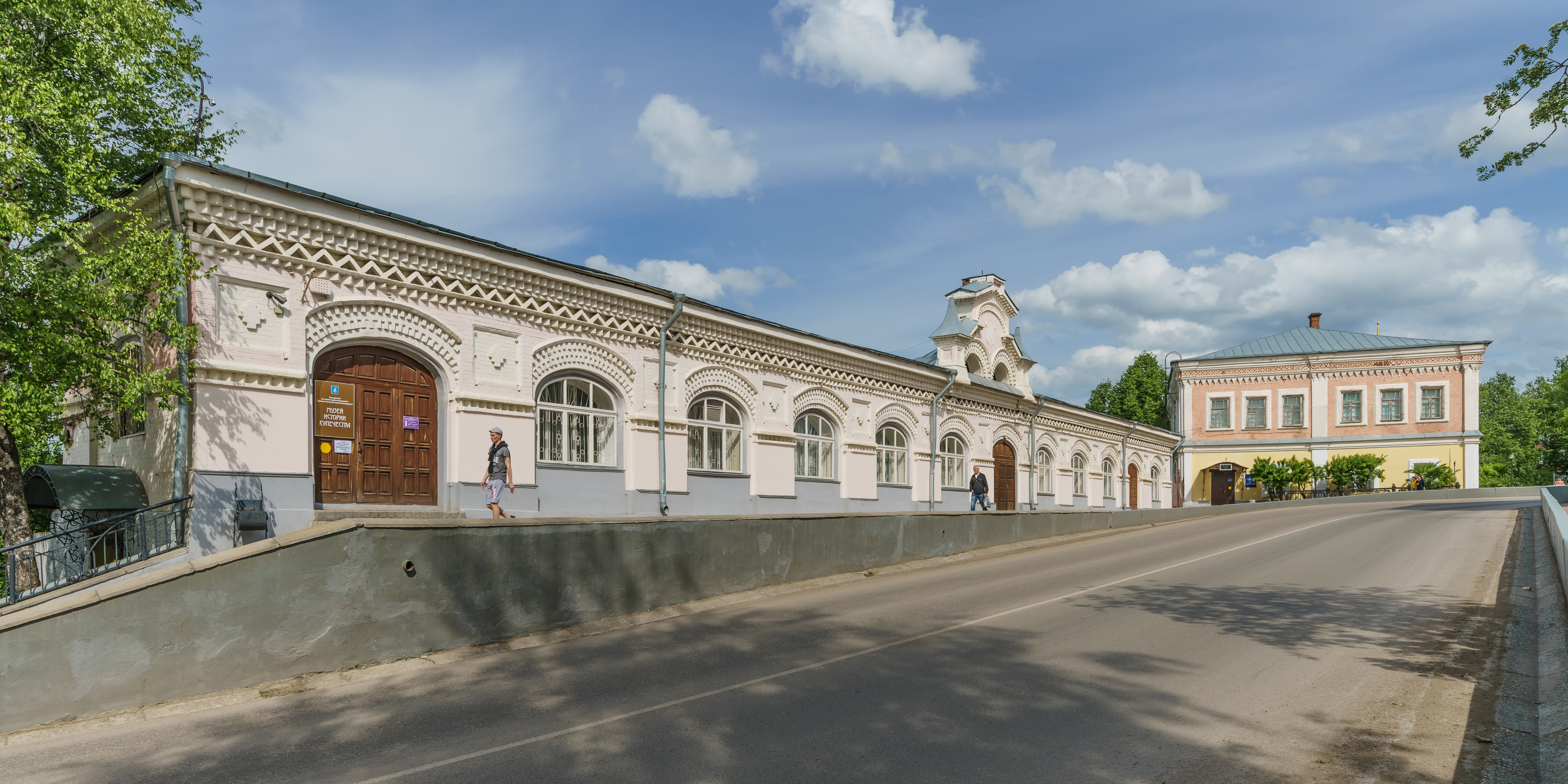
Маgistrat, a obecnie Muzeum Etnograficzne – po prawej, Małyj Gostinnyj dwor kupca Gribuszyna – po lewej
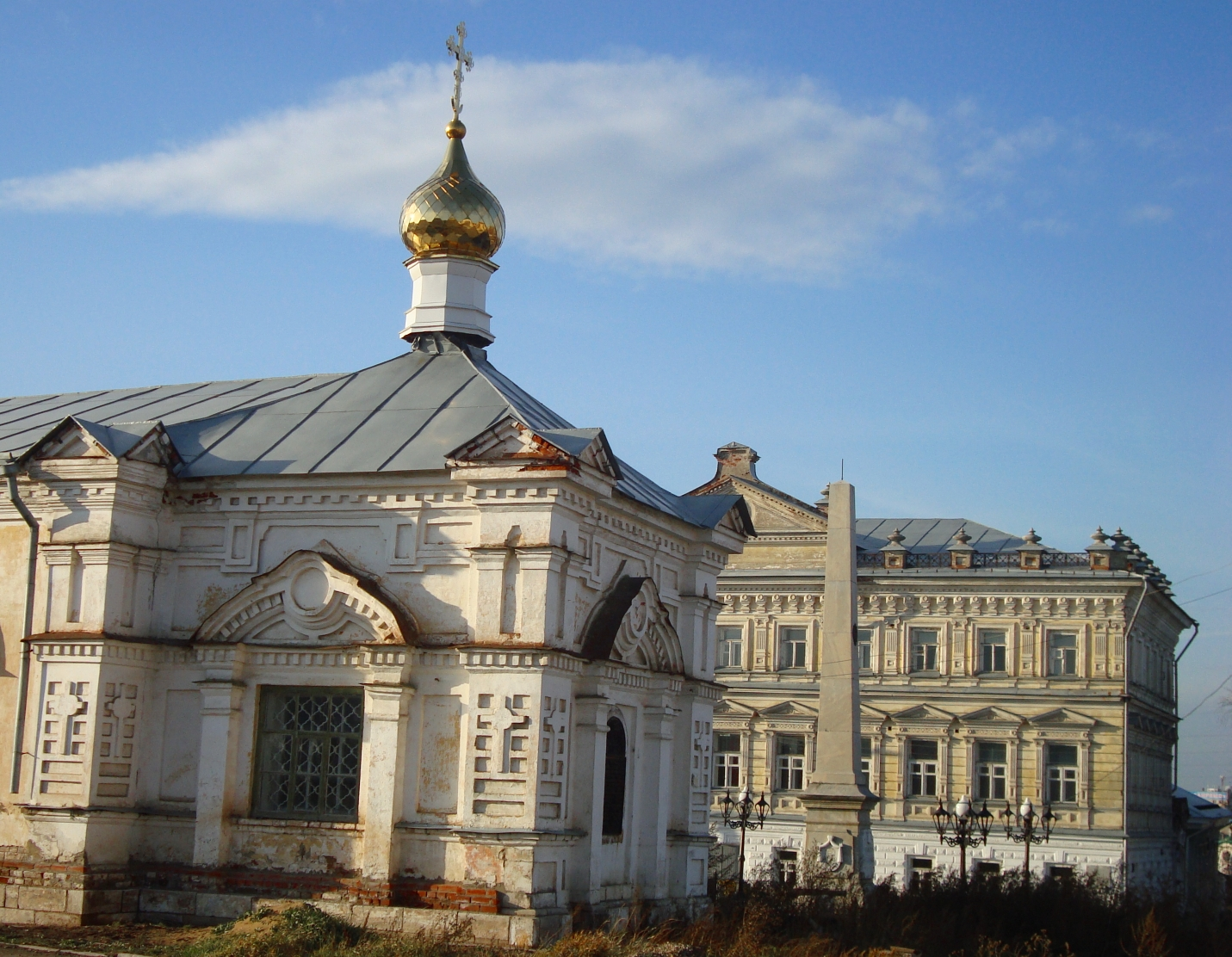
Obelisk na pamiątkę zwycięstwa nad Pugaczowem. Przed nim cerkiew Aleksiejewska, z tyłu – była Rada Miejska
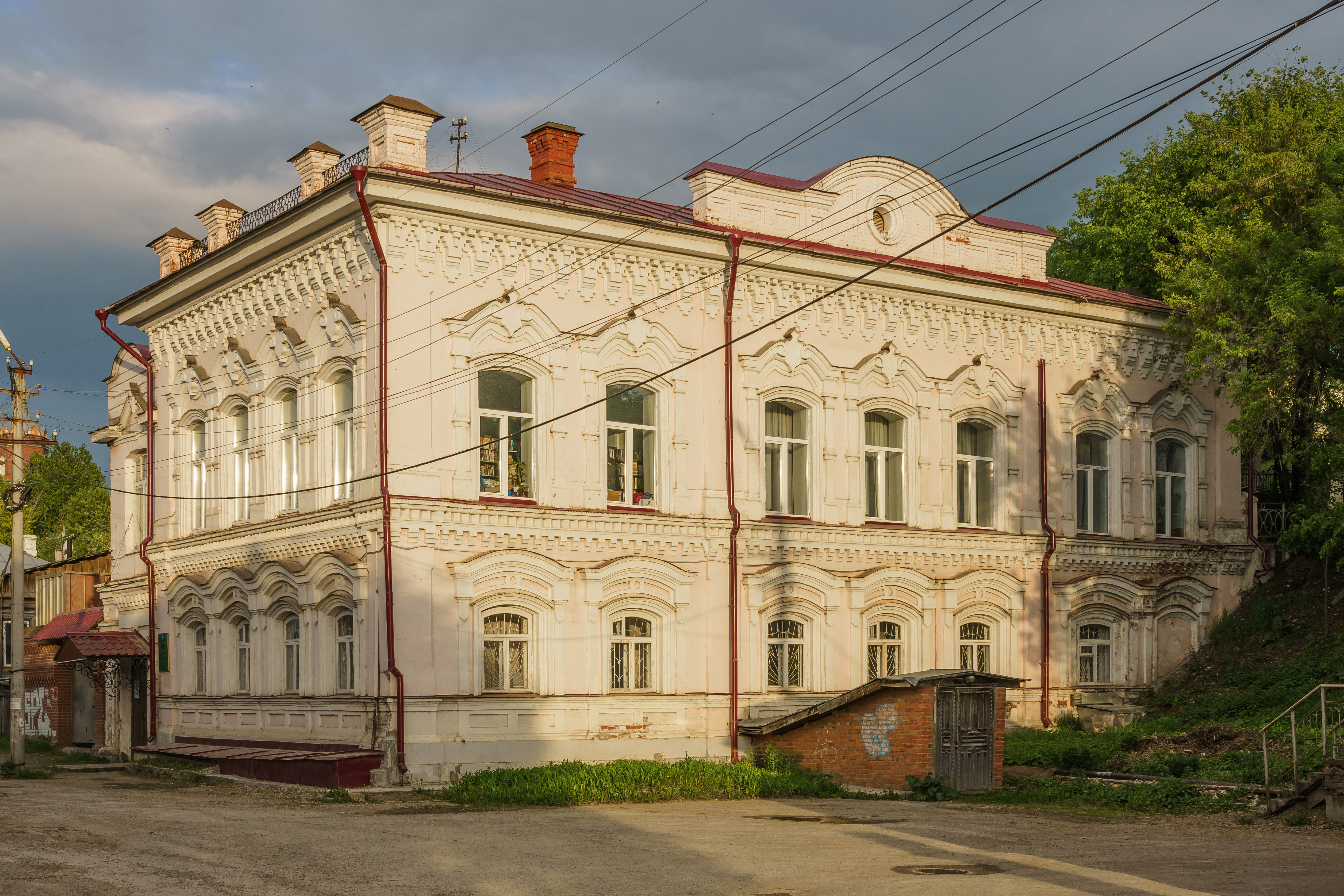
Miejska Biblioteka im К.Т. Chlebnikowa

W 1720 roku w mieście wygarbowano pierwszych 120 skór, a w 1724 roku otwarto garbarnię zajmującą się produkcją skór juchtowych. W pierwszym okresie garbarnie były usytuowane w górnej części Kunguru i dopiero na początku XIX wieku przeniesiono je do dolnego miasta, ponieważ procesy warsztatu mokrego zanieczyszczały wodę w Syłwie, czyniąc ją nieprzydatną do picia. Oprócz tego nad Kungurem unosił się „...wszędzie smród skór, widoczny znak, że miasto z tego żyje”. W tymże 1720 roku Wasilij Tatiszczew otworzył w Kungurze Biuro Górnicze, przemianowane w 1721 roku na Urząd Górniczy, a w 1725 roku pierwszą uralską szkołę górniczą. Kungur stał się centrum okręgu górniczego, a w 1737 roku do miasta przeniósł się zarząd prowincji z Solikamska.
W 1770 roku odwiedził Kungur ze swoją ekspedycją znany podróżnik doktor Lepiochin i stwierdził, że miejscowy kreml został „celowo zniszczony”, a samo miasto jest całe wybudowane z drewna, oprócz sześciu cerkwi i „źle skonstruowanego” kamiennego ratusza.
Na początku 1774 roku do Kunguru zbliżyły się tatarskie, baszkirskie i zbuntowane kozackie oddziały Pugaczowa pod dowództwem Saławata Jułajewa i Iwana Kuzniecowa w sile około 11 tysięcy. Kungurski wojewoda jeszcze 27 października 1773 roku uciekł ze wszystkimi urzędnikami do Czusowskich Gorodków do Stroganowów, wskutek czego został pozbawiony urzędów i wysłany do Wiatki. Organizacją obrony zajął się burmistrz Filipp Krotow i prezydent magistratu Iwan Chlebnikow, którzy uzbroili wszystkich mieszkańców miasta i zwrócili się o pomoc do sąsiednich miast. Ze strony wojskowej obroną dowodził sekund major Aleksandr Papow, który przybył do Kunguru w celu poboru rekruta. Zawrócił z drogi kapitana Rylejewa z 376 rekrutami i 12 starymi żołnierzami. Do miasta przybyło także 50 kozaków z Zakładów Jugowskich z artylerią i 100 kozaków dwoma działami z Jekaterynburga pod dowództwem podporucznika Posochowa. Sekund major Papow odparł cztery szturmy: 4, 5, 9 i 23 stycznia, przeprowadzone z różnych kierunków, za co został nagrodzony stopniem podpułkownika przez carycę Katarzynę. Przed ostatnim szturmem przybył do miasta z Kazania sekund major Gagrin z 200 żołnierzami, a z Jekaterynburga Nikonow ze 170 żołnierzami. Rebelianci uciekli. Po zakończeniu powstania Pugaczowa w 1775 roku F. Krotow i Jemieljan Chlebnikow zostali nagrodzeni, a Kungurowi anulowano zaległości w wysokości 5069 rubli i 95 kopiejek.
W 1786 roku przekształcono Kungur z centrum prowincji permskiej na miasto ujezdowe namiestnictwa permskiego, a po zmianie nazwy w 1797 roku – kungurskiego ujezdu guberni permskiej. 1783 roku do miasta dotarła budowa traktu syberyjskiego, którym 1790 roku po drodze na zsyłkę przyjechał do miasta Aleksandr Radiszczew. W dniach od 28 listopada do 4 grudnia zatrzymał się w domu wojewody. O Kungurze pisał tak:
Stare miasto, źle zbudowane. Kiedyś stolica prowincji. Na górze stara twierdza, tzn. mury z basztami, w których są bramy. Na placu przed murami stoi 20 odlewanych armat na lawetach, z których trzy zdatne do użycia... Miejsce piękne, dookoła pola...
W 1837 roku w Kungurze przebywał Wasilij Żukowski, towarzysz przyszłego cara Aleksandra II w czasie jego podróży zapoznawczej po Rosji. Według legendy, o mieście wypowiedział się epigramem: Miasto – dziura, lud – pijany. W 1840 roku w Kungurze otworzono pierwszą w mieście publiczną bibliotekę, złożoną z książek podarowanych przez Kiriłła Chlebnikowa, badacza Kamczatki i Alaski. W tym samym roku kupiec Aleksiej Gubkin zapoczątkował w Kungurze handel herbatą, który dzięki staraniom jego i innych kungurskich przedsiębiorców szybko przekształcił miasto duże centrum hurtowego handlu herbatą.
W lipcu 1877 roku ten sam Gubkin otworzył w mieście Kungurską Szkołę Techniczną, przy której znajdowały się warsztaty mechaniczne, będące po 1917 roku zalążkiem Kungurskich Zakładów Budowy Maszyn. W 1887 roku uruchomiono szybką linię parowcową między Permem i Kungurem po Kamie, Czusowej i Syłwie, a w 1909 roku otwarto kungurski dworzec kolejowy na trasie Perm – Jekaterynburg, będącej częścią Kolei Transsyberyjskiej. Również w 1909 roku zaczął funkcjonować miejski wodociąg i muzeum krajoznawcze, a dwa lata wcześniej pojawiła się w Kungurze łączność telefoniczna.
Przed samą I wojną światową w 1913 roku w mieście zainstalowano elektryczne oświetlenie i pojawił się kinematograf w drewnianym kinie „Olimp”, które w czasach radzieckich zmieniło nazwę na „Proletarij”, a potem na „Zwiozdoczka”. Później go rozebrano. W 1914 roku Aleksandr Chlebnikow otworzył dla zwiedzających Kungurską Jaskinię Lodową, w której 13 czerwca tego roku przebywała niemiecka księżna Wiktoria Hessen-Darmstadt, starsza siostra cesarzowej Rosji Aleksandry Fiodorownej, żony ostatniego cara Mikołaja II ze swoją córką Ludwiką. 18 dni później zaczęła się wojna.
28 października (10 listopada) 1917 roku w Kungurze ustanowiono władzę radziecką. 30 listopada w mieście dokonano pogromów na „kontrrewolucjonistach”, a zimą 1918 roku do Kunguru przybył oddział Czeka z Permu pod dowództwem Aleksandra Borczaninowa. W nocy z 5 na 6 lutego przeprowadzono pierwsze mordy: rozstrzelano rodzinę Agiejewów za uczestnictwo w spisku przeciwko władzy radzieckiej. W kwietniu i wrześniu odbyło się jeszcze kilka zbiorowych egzekucji mieszkańców miasta – wrogów władzy radzieckiej, przy czym od 27 czerwca 1918 roku egzekucjami w mieście zajmowała się miejscowa Kungurska Komisja Nadzwyczajna. Jednostki jekaterynburskiej grupy Armii Syberyjskiej pod dowództwem generała majora Radoli Gajdy, które zajęły miasto 21 grudnia 1918 roku, odkryły w baraku naprzeciwko podmiejskiego więzienia 38 przez nikogo nierozpoznanych trupów. 1 lipca 1919 roku miasto zostało zdobyte przez jednostki Armii Czerwonej. Z białymi ewakuowała się znaczna liczba mieszkańców miasta, należących do klasy średniej.
W 1921 roku w Kungurze zaczęto drukować miejscową gazetę „Iskra”, która ukazuje się do chwili obecnej. W 1928 roku wybudowano obok miasta rzeźnię, na bazie której powstał niewielki kombinat mięsny. Z czasem jego produkcja wzrosła, a obecnie nosi nazwę OOO Miasokombinat „Kungurskij”. W pierwszej połowie lat 30. XX wieku powstały zakłady mleczarskie, obecnie noszące nazwę OAO Mołkombinat „Kungurskij”. W 1931 roku warsztaty mechaniczne kungurskiego technikum przekształcono w szkołę-zakład mechaniczny, który od 1933 roku zaczął produkcję koparek różnych typów. Od 1943 roku specjalizuje się w wyrobie sprzętu dla wiertnictwa i przemysłu petrochemicznego, obecnie pod nazwą OAO „Kungurskie Zakłady Budowy Maszyn”.
Wraz z początkiem wojny niemiecko-radzieckiej miasto przeszło na produkcję wojenną, która odbywała się w miejscowych zakładach i tych, które ewakuowano tu z Odessy, Kramatorska i Tuapse. Na froncie walczyło 25 tys. mieszkańców miasta. Na pamiątkę sformowanej w Kungurze brygady 10 Gwardyjskiej Dywizji Pancernej na placu Zwycięstwa ustawiono czołg T-34.
W 1970 roku Kungur wpisano na listę historycznych miejscowości Rosji. Od lipca 2002 roku w mieście zaczęto corocznie organizować „Niebiański Jarmark” – festiwal balonowy, na którym można zobaczyć wiele aerostatów o różnych konstrukcjach.

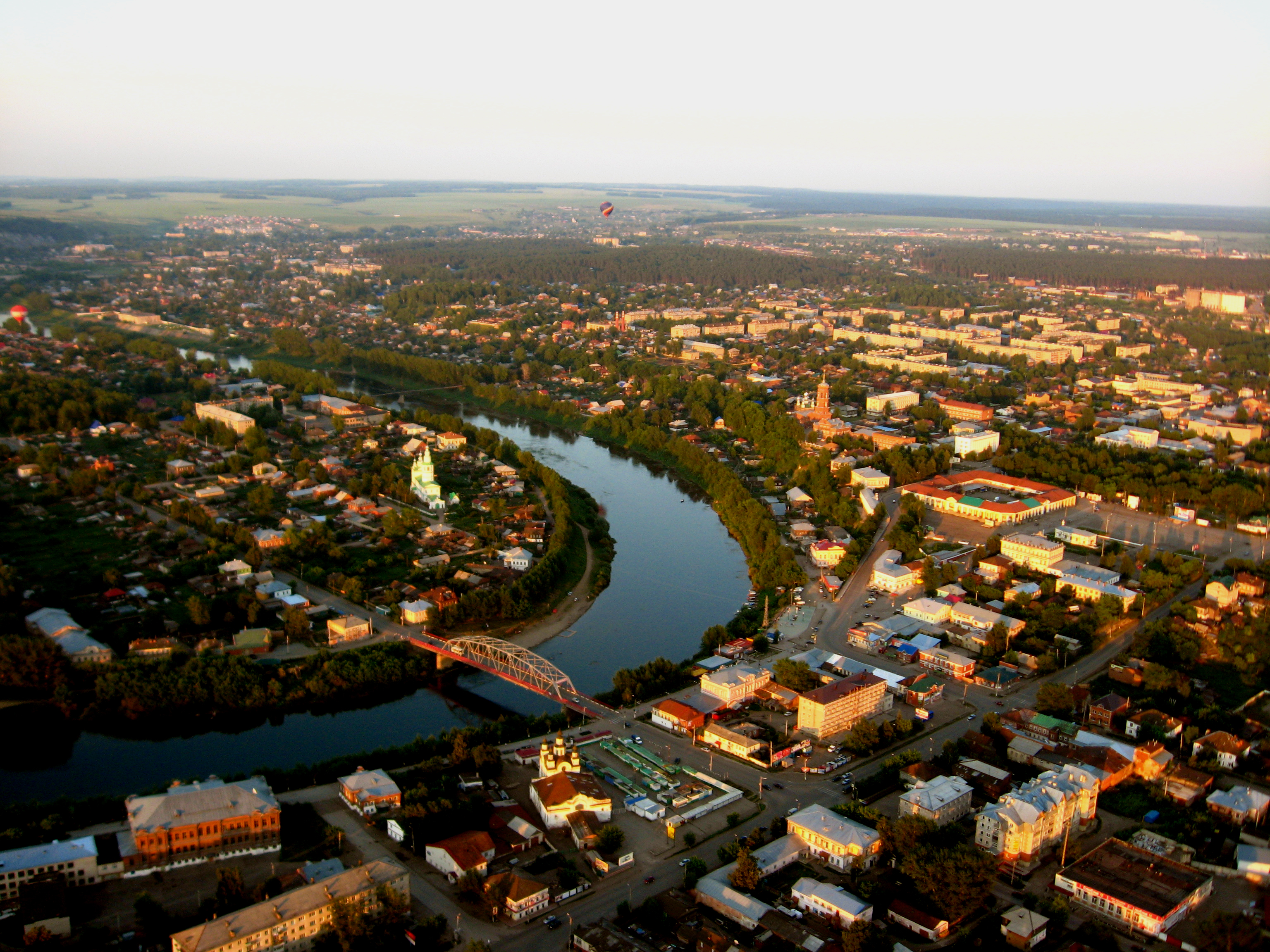
Kungur z lotu ptaka

## Warunki naturalne
Miasto położone jest na północy kungurskiego lasostepu, formacji roślinnej w swoisty sposób łączącej las mieszany ze stepem. Bogatą roślinność stepową, leśną i łąkową uzupełniają relikty i endemity. Ukształtowanie powierzchni w granicach miasta jest urozmaicone. Podłoże składa się z miękkich skał – wapieni, anhydrytów i gipsów, w których występują bogate zjawiska krasowe. Utrudnia to prace budowlane prowadzone w mieście. Na terenie miasta znajduje się unikalny geologiczny pomnik przyrody Kungurska Jaskinia Lodowa, jedna z większych jaskiń krasowych w europejskiej części Rosji. Jej długość wynosi 5600 m i znajduje się w niej ok. 70 jeziorek.
Miasto leży nad Syłwą i uchodzących do niej rzek Irienia i Szakwy. Wody tych rzek odznaczają się wysokim stężeniem wodorowęglanów potasu i magnezu (szczególnie Irienia), co ogranicza możliwości ich użytkowania do celów bytowych i w gospodarce. Wiele przedsiębiorstw wykorzystuje dla swoich potrzeb wody podziemne. Gwałtowne topnienie śniegu prowadzi często do powodzi. Poziom wody w mieście potrafi wzrosnąć o 5–7 m.

## Demografia
Pod względem liczby mieszkańców w dniu 1 stycznia 2014 roku Kungur znajduje się na 234. miejscu wśród 1100 miast Federacji Rosyjskiej.
Liczba mieszkańców miasta jest stabilna i praktycznie nie rośnie w ostatnich latach. Ubytek mieszkańców jest całkowicie kompensowany przez migrację z sąsiednich rejonów i przyrost naturalny. Parametry struktury demograficznej pod względem płci i wieku odpowiadają średniemu poziomowi regionalnemu. Udział ludności w wieku produkcyjnym wynosi 57,6%, a w wieku poprodukcyjnym – 17,3%. Średni wiek – 33,9 roku. Średnioroczna liczba pracowników i urzędników wynosi 35,8 tys. osób. Liczba specjalistów z wyższym i średnim wykształceniem specjalistycznym jest w mieście wyższa niż w rejonach wiejskich.
Skład etniczny
Dominują Rosjanie (ponad 90%), ale są też Baszkirzy, Tatarzy i inne narodowości. Zasoby siły roboczej są wysokie. Miasto wyróżnia się wśród okolicznych miast wysokim udziałem ludności z wyższym i średnim specjalistycznym wykształceniem i jednocześnie znaczną liczbą ludzi z wykształceniem podstawowym i bez wykształcenia.

## Transport

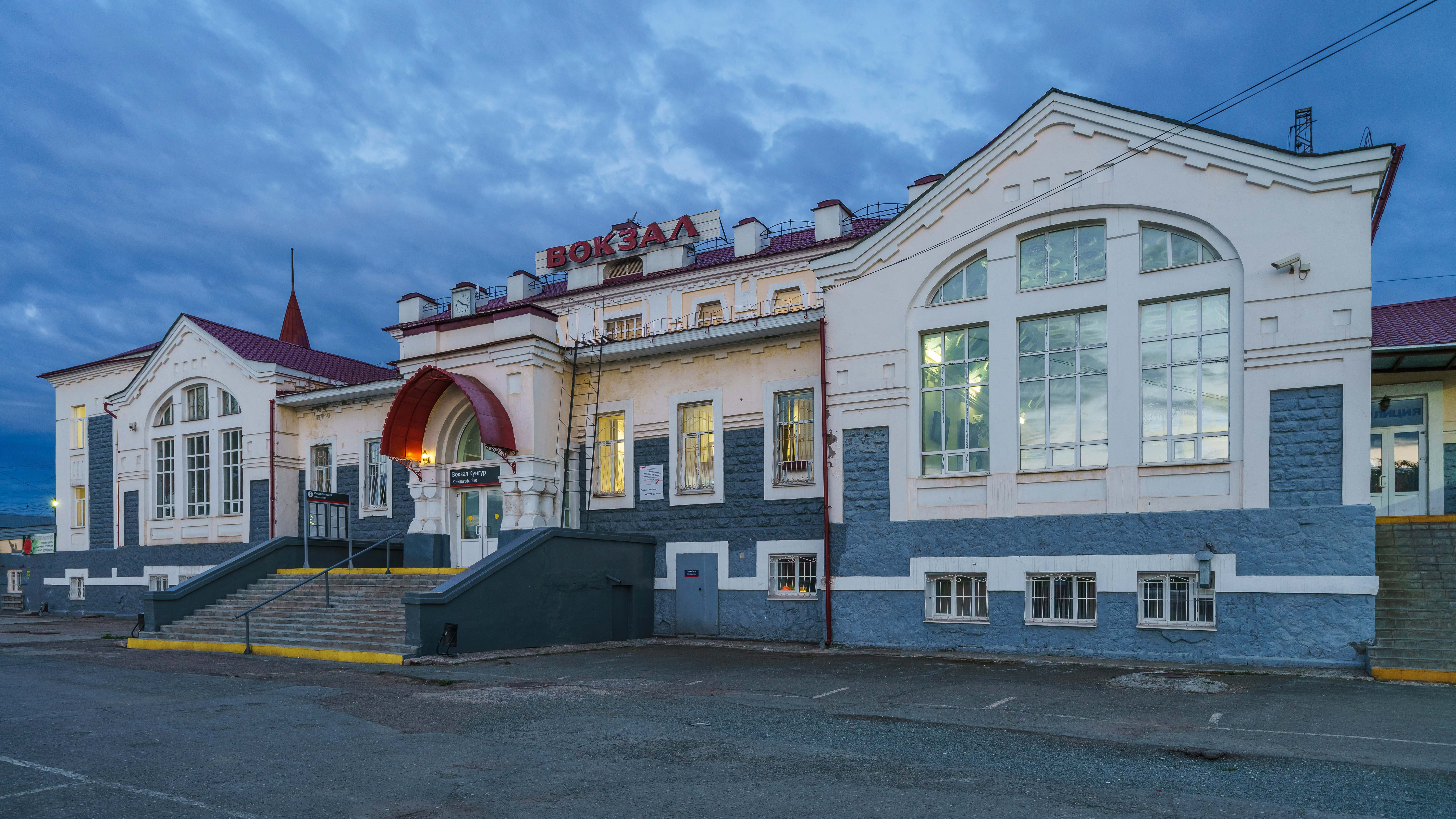
Dworzec kolejowy wybudowany w stylu modernistycznym

Kungur jest dużym węzłem komunikacyjnym, przez który przechodzą drogi o znaczeniu federalnym (R242) i krajowym (R343). W mieście jest dworzec kolejowy kolei transsyberyjskiej.
Historycznie Kungur był węzłem komunikacyjnym Przedurala. Przez miasto przechodził znany trakt syberyjski. Trakt Gorobłagodatski łączył Kungur z Osą, a Trakt Birski z Birskiem i Ufą.

## Gospodarka
W Kungur rozwinął się przemysł maszynowy, skórzano-obuwniczy, drzewny oraz materiałów budowlanych. Ponadto w mieście znajduje się fabryka instrumentów muzycznych.

## Religia

### Prawosławie
Świątynie prawosławne na terenie miasta zgrupowane są w dwóch dekanatach eparchii permskiej Rosyjskiego Kościoła Prawosławnego: kungurskim pierwszym i drugim. W mieście czynne są:
- Cerkiew Tichwińskiej Ikony Matki Bożej
- Mała Cerkiew św. Aleksego
- Cerkiew Wszystkich Świętych
- Cerkiew Zaśnięcia Matki Bożej
- Cerkiew św. Mikołaja
- Cerkiew Przemienienia Pańskiego

### Islam
- meczet kungurski

## Obiekty warte zobaczenia
- willa Kowalowa
- Zarząd Miasta
- Gostinyj dwor – zabytek architektury handlowej
- dom Anufrijewej
- dom Gribuszyna
- Małyj Gostinyj dwor
- willa Sofronowa
- willa Chlebnikowów
- obelisk wojsk Pugaczowa
- willa Dubinina
- willa Szczerbakowa
- Kungurska Szkoła Techniczna Gubkina
- Kungurska Miejska Szkoła Czteroklasowa
- Jelizawietinskaja rukodielnaja szkoła – w czasach przedrewolucyjnych szkoła zawodowa dla osieroconych dziewcząt
- willa Kuzniecowa
- Pup Ziemli – Pępek Ziemi

## Muzea
- Muzeum Etnograficzne
- Muzeum Historii Kupiectwa
- Muzeum Sztuki
- Muzeum Rodziny Gribuszynów
- Muzeum Kamienia w Kungurskim Państwowym Koledżu Artystyczno-Przemysłowym

## Rezerwaty

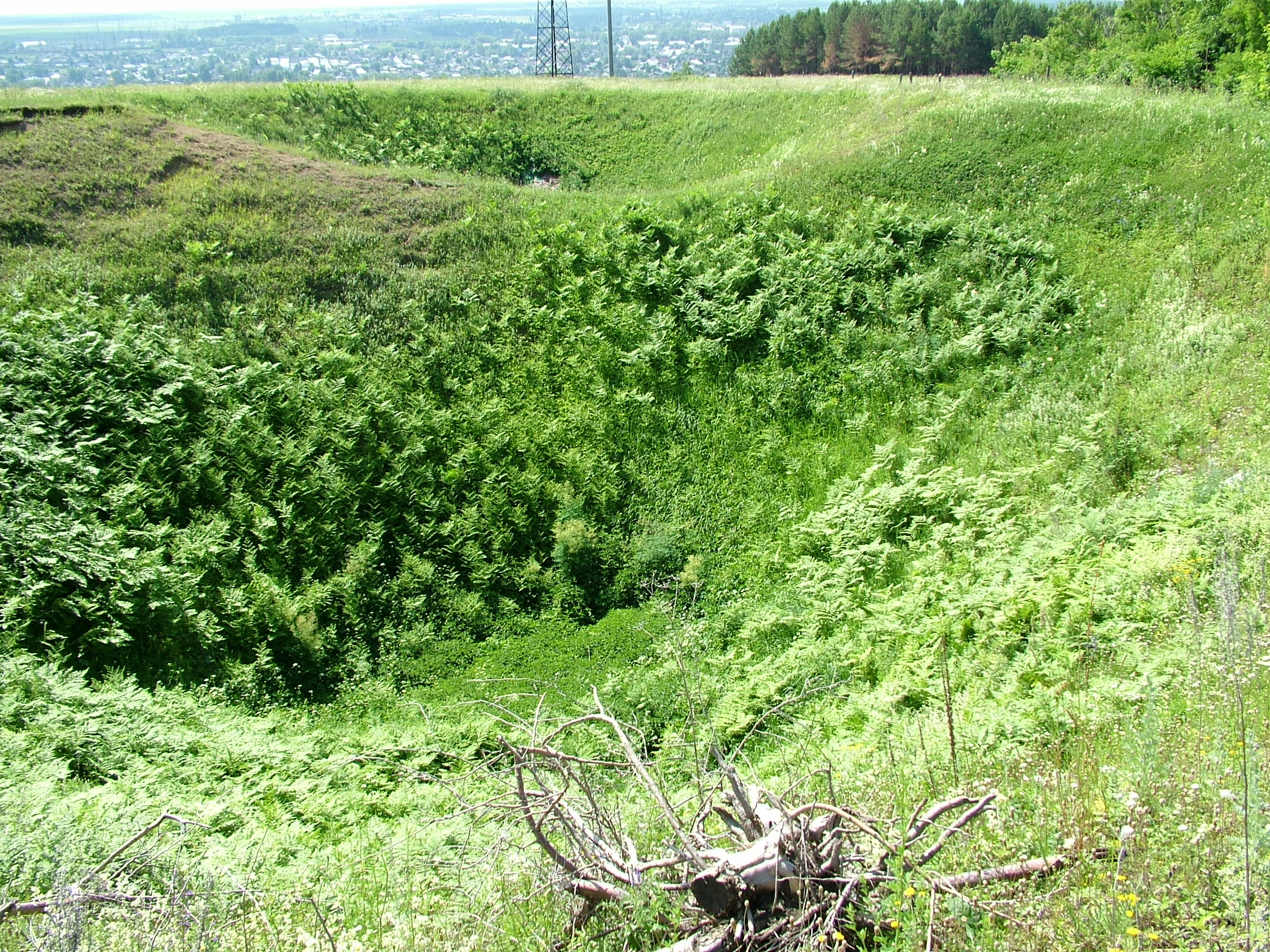
Lej krasowy na górze Ledianej

Góra Ledianaja (Ledianaja gora) i Kungurska Jaskinia Lodowa to zespół historyczno-przyrodniczy o znaczeniu regionalnym. Obejmuje obszerny system jaskiń krasowych i położony nad nimi obszar z lejami krasowymi i roślinnością reliktową. Rezerwat znajduje się na obrzeżu miasta, w południowo-wschodniej części płaskowyżu zwanego Ledianą górą. Ledianaja gora ciągnie się z północnego wschodu na południowy zachód między Syłwą i jej dopływem, Szakwą, wznosząc się do 90 m ponad poziom rzek i wrzynając się w obszar miasta.

## Coroczne imprezy

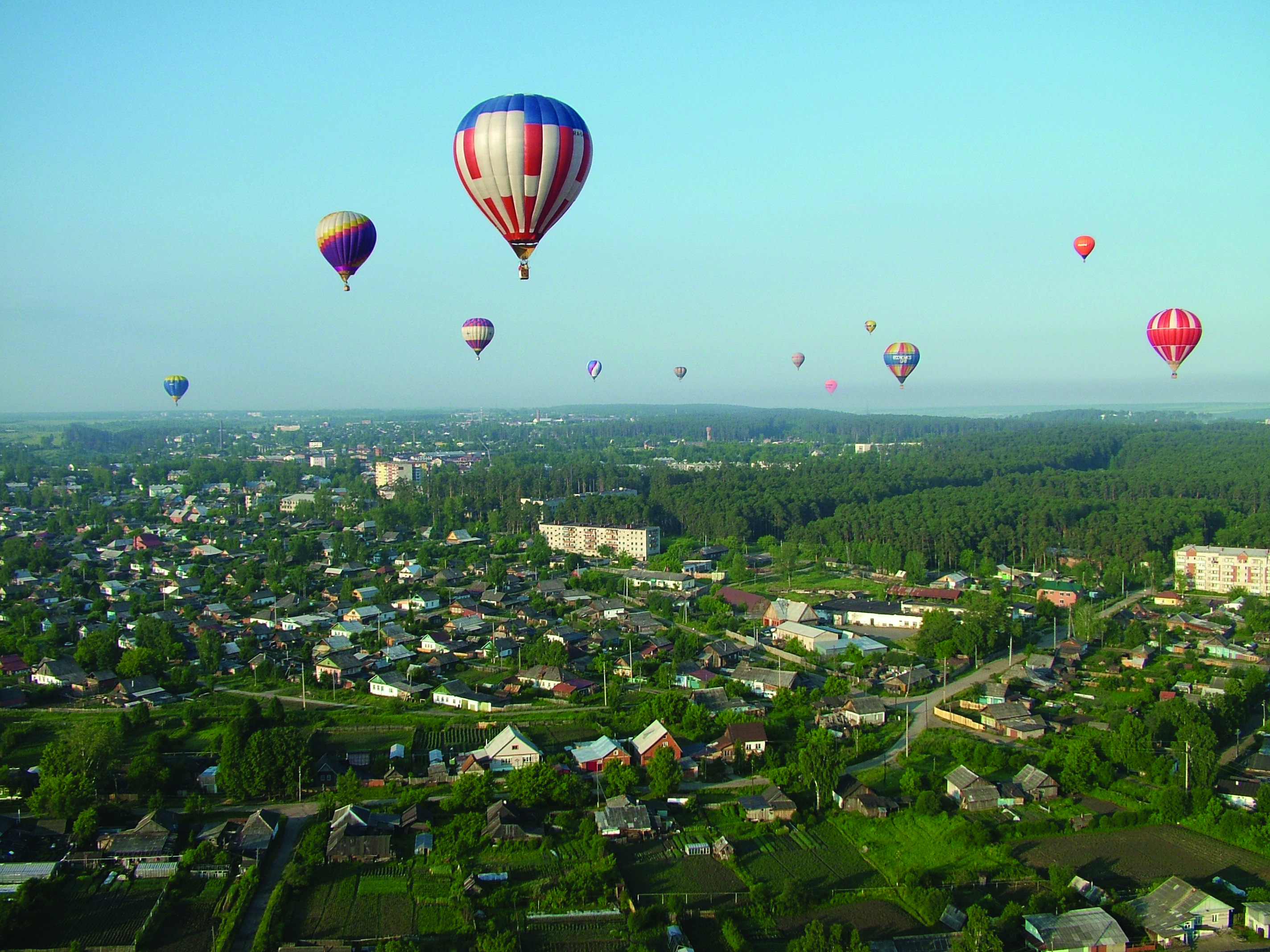
Niebiański Jarmark w 2006 roku

- Międzynarodowy festiwal balonowy „Niebiański Jarmark”. Festiwal składa się z części sportowej i „Powietrznych Batalii”. W pierwszej części zawodnicy walczą o zwycięstwo indywidualne, a część druga to konkurs drużynowy[22].

## Sport
- Dinamo Kungur – klub piłkarski

## Znane osoby urodzone w Kungurze

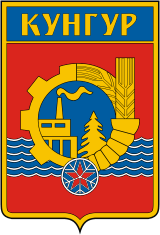
Herb (1972)

- Arkadiusz (1878-1937) – biskup kungurski, arcybiskup swierdłowski i irbicki. Zaliczony w poczet świętych cerkwi prawosławnej.
- Walerij Aszychmin (ur. 1961) – wykładowca Państwowej Politechniki Permskiej, specjalista w zakresie mechaniki i metod numerycznych, autor podręczników dotyczących matematycznego modelowania i programowania.
- Agata Budrina (1927-1999) – historyk sztuki, etnograf i muzealniczka.
- Michaił Gribuszyn (1832-1889) – rosyjski przedsiębiorca, filantrop i działacz społeczny
- Józef Gieysztor (1865-1958) – polski ekonomista i przyrodnik, profesor Wyższej Szkoły Handlowej w Warszawie.
- Siergiej Gribuszyn (1871-1915) – rosyjski przedsiębiorca, filantrop i działacz społeczny
- Nikołaj Gridiagin (1953-1982) – gwałciciel i zabójca, kungurski potwór.
- Aleksiej Gubkin (1815-1889) – rosyjski kupiec specjalizujący się w handlu herbatą. Założyciel firmy „Gubkin, Kuzniecow i K”, filantrop i dobroczyńca.
- Aleksandr Dubrowin (1855-1921) – rosyjski polityk z początku XX wieku, lider Związku Narodu Rosyjskiego, poseł II, II i IV Dumy, monarchista.
- Jurij Kałacznikow (1928-1998) – konstruktor systemów artyleryjskich, wykładowca Państwowej Politechniki Permskiej.
- Gieorgij Mikuszew (1898-1941) – dowódca radziecki, generał major Armii Czerwonej.
- Anna Niurkajewa (ur. 1927) – doktor nauk historycznych, profesor Państwowego Uniwersytetu Permskiego
- Lew Ospowat (1922-2009) – rosyjski krytyk literacki i literaturoznawca.
- Jurij Pachomow (ur. 1928) – ukraiński ekonomista, członek Narodowej Akademii Nauk Ukrainy.
- Michaił Popow (1753-1811) – rosyjski kupiec, pierwszy burmistrz Permu.
- Piotr Popow (1755-1806) – rosyjski kupiec, burmistrz Permu.
- Boris Riabinin (1911-1990) – pisarz rosyjski.
- Boris Stinski (ur. 1946) – rosyjski i ukraiński chirurg urazowy, uczeń Gawriiła Ilizarowa, znany specjalista w zakresie endoprotezoplastyki. Ostatnio mieszkał i pracował w Jenakijewie w obwodzie donieckim.
- Kiriłł Chlebnikow (1784-1838) – rosyjski kupiec, podróżnik i pisarz.
- Siergiej Czeriepanow (1881-1918) – rosyjski rewolucjonista.
- Siergiej Szestakow (1905-1983) – szef wydziału zarządzania komendanturami 1 Frontu Białoruskiego, następnie szef działu organizacyjno-księgowego Radzieckiej Administracji Wojskowej w Niemczech.
- Rudolf Fruntow (1942-2015) – radziecki i rosyjski reżyser, scenarzysta i producent filmowy, zasłużony artysta Federacji Rosyjskiej.

## Galeria

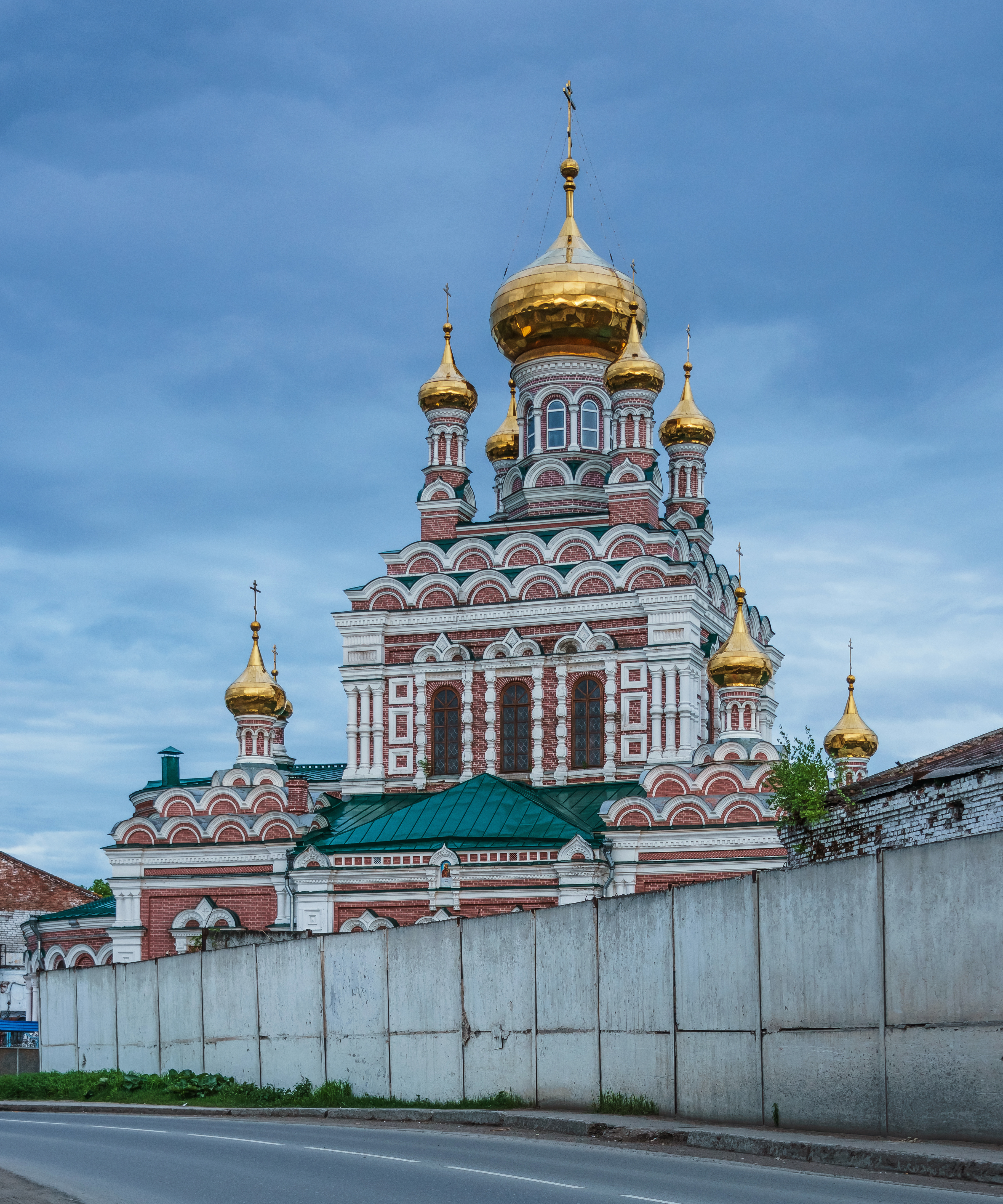
Cerkiew Świętego Mikołaja
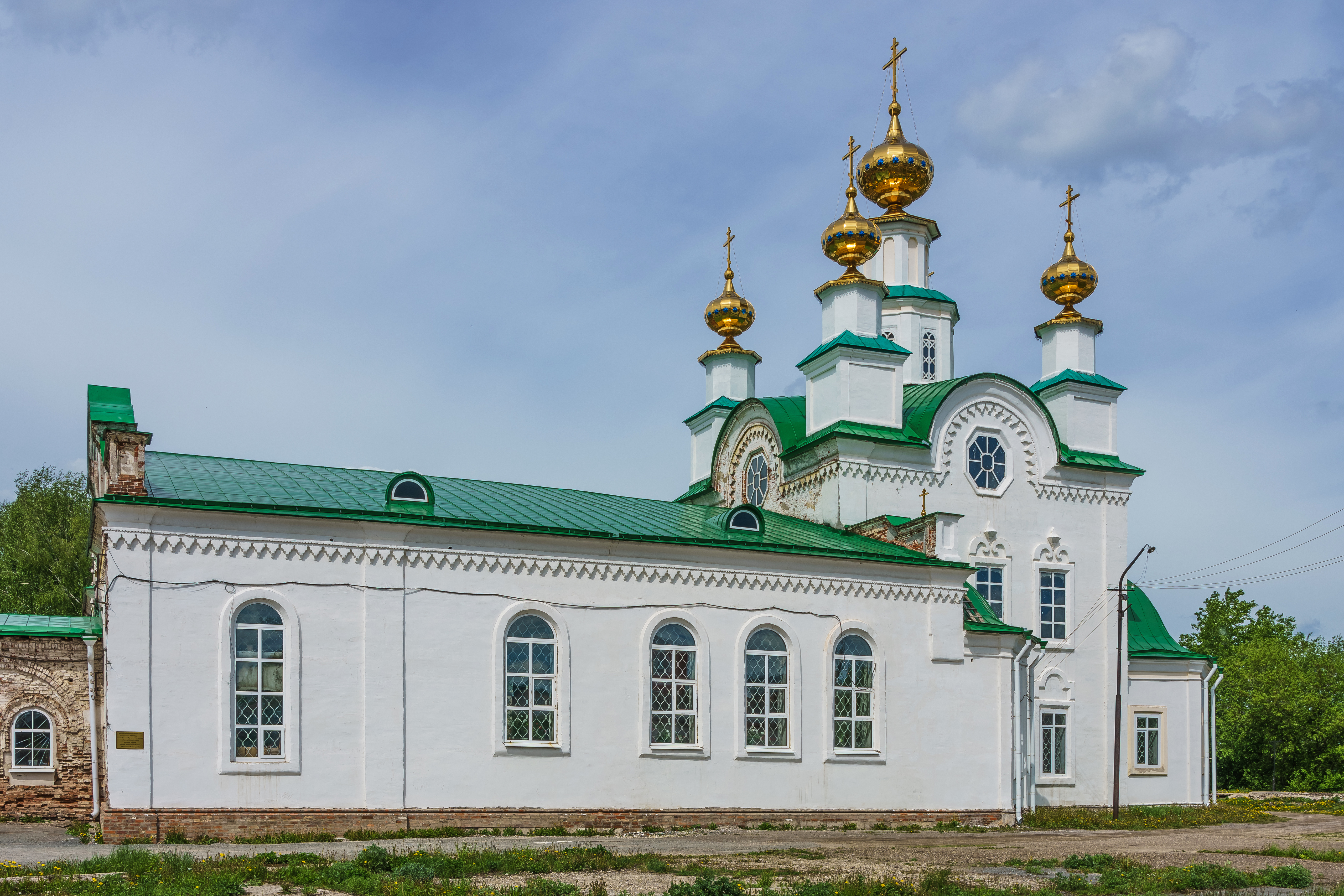
Cerkiew Uspienska
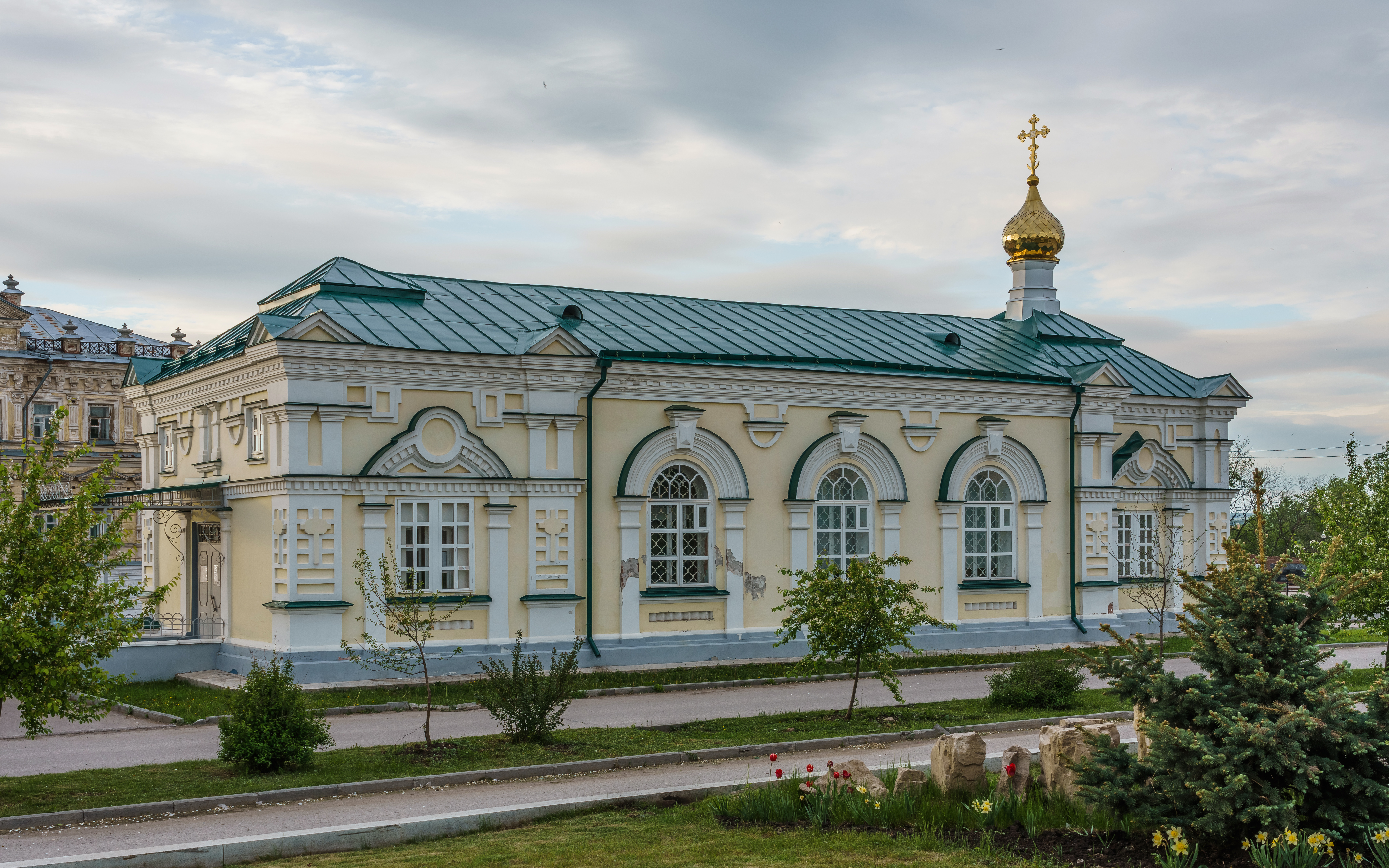
Kaplica na centralnym placu (Cerkiew Aleksiejewska)
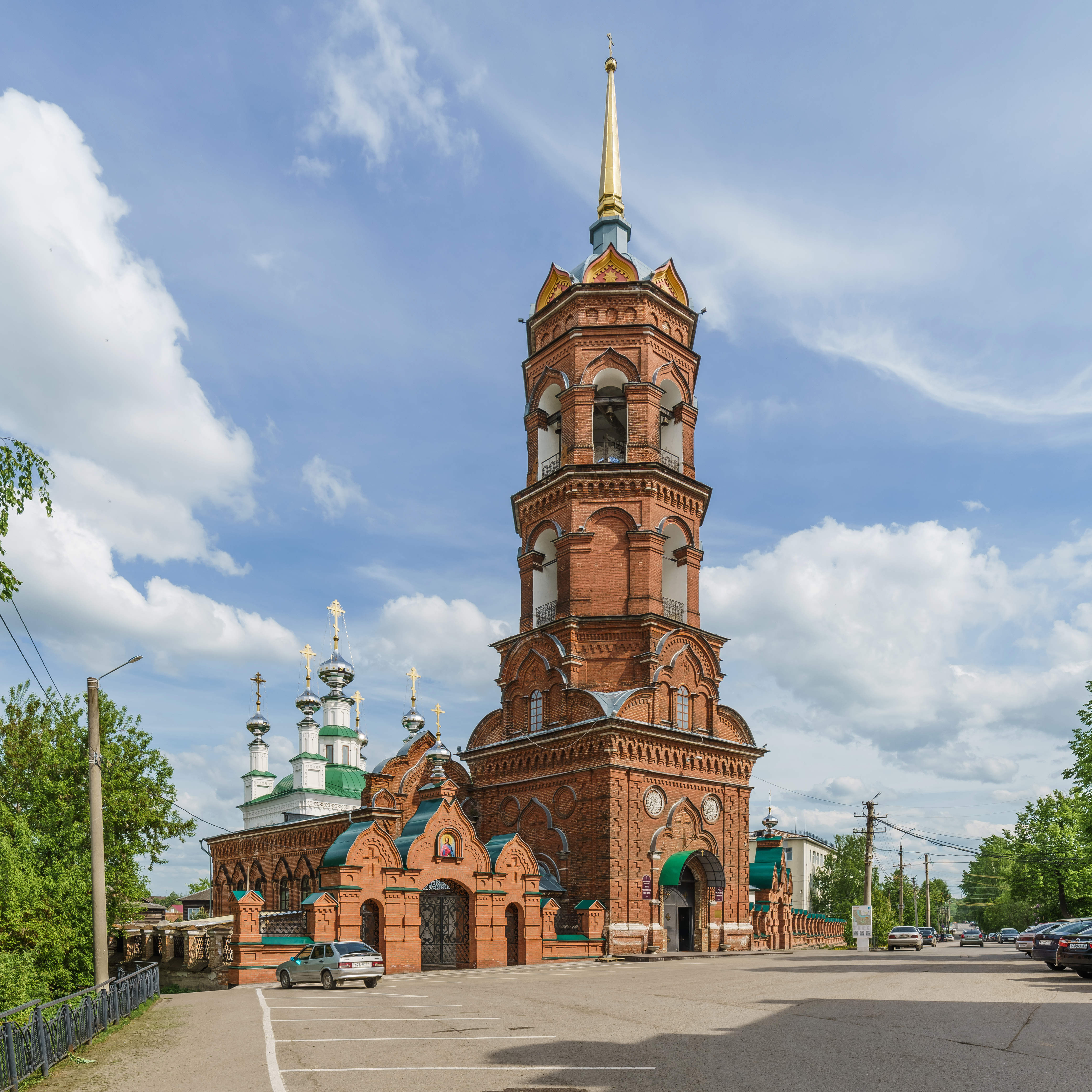
Cerkiew Tichwinska
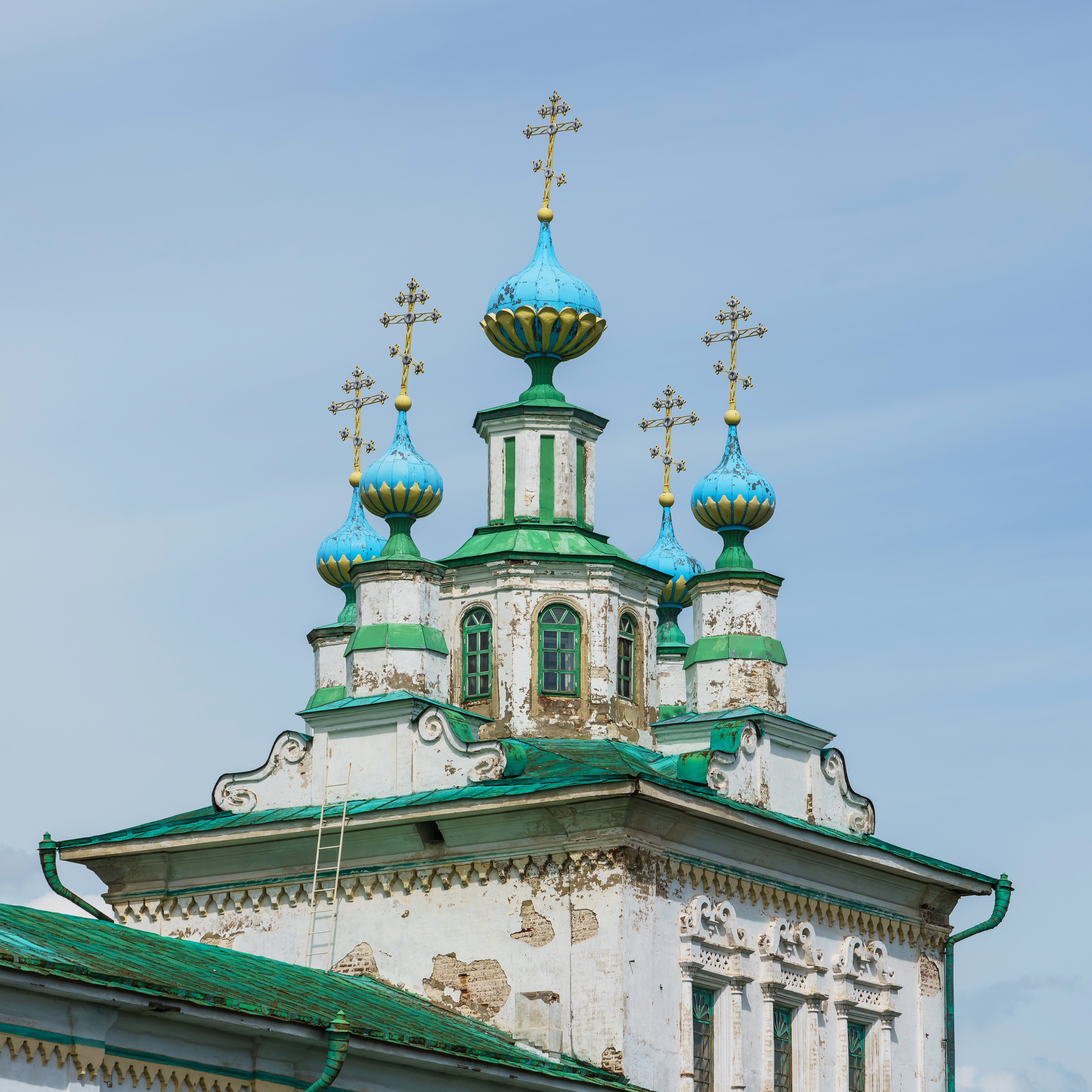
Sobór Preobrażeński